# Drug Treatment
Drug Treatment (estilizado como Drug TReatment) é o quinto álbum de estúdio da banda japonesa Kuroyume, lançado em 27 de junho de 1997 pela Toshiba EMI. Apresenta um retorno a musicalidade punk rock da banda.
Em 2010, a banda the GazettE fez um cover de "C.Y Head" e Cascade fez um cover de "Like @ Angel" para o álbum de tributo ao Kuroyume Fuck the Border Line.

## Recepção
Alcançou a segunda posição nas paradas da Oricon Albums Chart, permanecendo na parada por treze semanas. Em julho de 1997, foi certificado disco de platina pela RIAJ por vender mais de 400.000 cópias. É o segundo álbum de estúdio mais vendido do Kuroyume, atrás apenas do sucessor Corkscrew.

## Faixas
Todas as letras escritas por Kiyoharu. 
| N.º            | Título             | Música         | Duração |  |
| 1.             | "Mind Breaker"     | Kiyoharu       | 3:56    |  |
| 2.             | "Drug People"      | Hitoki         | 4:15    |  |
| 3.             | "Drive"            | Hitoki         | 4:00    |  |
| 4.             | "C.Y Head"         | Kiyoharu       | 2:16    |  |
| 5.             | "Can't See Yard"   | Kiyoharu       | 4:02    |  |
| 6.             | "Distraction"      | Hitoki         | 2:37    |  |
| 7.             | "Spray"            | Kiyoharu       | 3:47    |  |
| 8.             | "Let's Dance"      | Hitoki         | 3:56    |  |
| 9.             | "Bloody Valentine" | Hitoki         | 5:30    |  |
| 10.            | "Dear Blue"        | Hitoki         | 4:25    |  |
| 11.            | "Nite&Day"         | Kiyoharu       | 5:06    |  |
| 12.            | "Needless"         | Kiyoharu       | 3:45    |  |
| 13.            | "Like @ Angel"     | Kiyoharu       | 4:45    |  |
| 14.            | "Bad Speed Play"   | Hitoki         | 2:26    |  |
| Duração total: | Duração total:     | Duração total: | 44:34   |  |

## Ficha técnica

### Kuroyume
- Kiyoharu (清春) - vocal
- Hitoki (人時) - baixo